# Тайна из тайн
«Тайна из тайн» (англ. The Secret of Secrets) — роман американского писателя Дэна Брауна, который готовится к изданию в 2025 году.
В основе романа лежат новые приключения героя «Кода да Винчи» профессора Гарвардского университета Роберта Лэнгдона. Сюжет романа разворачивается в Праге, Лондоне и Нью-Йорке и частично перекликается с другим романом Дэна Брауна из того же цикла «Утраченный символ».

## Аннотация издательства
Сопровождая знаменитого учёного Кэтрин Соломон на лекцию, которую её пригласили прочесть в Праге, мир Роберта Лэнгдона выходит из-под контроля, когда она бесследно исчезает из их гостиничного номера. Вдали от дома и за пределами своей зоны комфорта Лэнгдон должен сразиться с неизвестными силами, чтобы вернуть любимую женщину.
Но Прага — древний и опасный город, окутанный фольклором и тайнами. На протяжении более двух тысяч лет потоки истории омывали его, оставляя после себя отголоски всего, что было раньше. Лэнгдон и не подозревает, что его преследует призрак из того тёмного прошлого. Он должен использовать все свои тайные знания, чтобы расшифровать окружающий мир, прежде чем его тоже поглотят кольца предательства и обмана, поглотившие Кэтрин.
На фоне огромных замков, возвышающихся церквей, кладбищ, погребённых под двенадцатью глубокими и похожими на лабиринты подземными переходами, Лэнгдону предстоит пройти по городу теней, скрывающемуся у всех на виду, городу, который веками успешно хранил свои секреты и не так-то легко их выдаст. Это поле битвы не похоже ни на одно из тех, что он видел раньше, на котором ему предстоит сражаться не за свою единственную жизнь, а за будущее самого человечества.
«Тайна из тайн» — первый роман Дэна Брауна за последние восемь лет, в котором рассказывается о потрясающем возвращении гарвардского специалиста по символике Роберта Лэнгдона, на этот раз пытающегося противостоять заговору, который подвергнет испытанию даже его недюжинные умственные способности и поставит на грань потери всего, что ему дорого…

## Сюжет
Роберт Лэнгдон, уважаемый профессор символологии, отправляется в Прагу, чтобы посетить новаторскую лекцию Кэтрин Соломон — выдающегося ученого-ноэтика, с которой у него недавно завязались отношения. Кэтрин вот-вот опубликует взрывоопасную книгу, которая содержит поразительные открытия о природе человеческого сознания и грозит разрушить веками устоявшиеся убеждения. Но жестокое убийство ввергает путешествие в хаос, и Кэтрин внезапно исчезает вместе со своей рукописью. Лэнгдон оказывается мишенью могущественной организации, а за ним охотится жуткий преступник, персонаж древнейшей мифологии Праги. По мере того, как действие переносится в Лондон и Нью-Йорк, Лэнгдон отчаянно ищет Кэтрин… и ответы на свои вопросы. В захватывающей гонке по двойственным мирам футуристической науки и мистических знаний он раскрывает шокирующую правду о секретном проекте, который навсегда изменит наше представление о человеческом разуме.